# Стоян Петров (музиколог)
Вижте пояснителната страница за други личности с името Стоян Петров.
Стоян Петров Василев е български музиколог.
Той е роден в София през 1916 година. През 1943 година завършва Държавната музикална академия, след което работи в Радио София и Комитета за наука, изкуство и култура (днес Министерство на културата). През 1949-1953 година подготвя дисертация в консерваторията в Москва. След връщането си в България отново за кратко е чиновник в Министерството на културата, през 1954-1956 година е заместник-ректор на консерваторията, а от 1956 година преподава там история на българската и руската класическа музика. Умира през 1994 година.